# Саймон Кассіанідіс
Саймон Кассіанідіс (грец. Σάιμον Κασσιανίδης, англ. Simon Kassianides, нар. 7 серпня 1979, Афіни, Греція) — англійський актор, кінорежисер, продюсер, сценарист і актор озвучування грецького походження.

## Раннє життя
Народився 7 серпня 1979 рік а в Афінах (Греція) в сім'ї греків підприємців Маріо і Елені Кассіанідіс. Має старшого брата Фотіс, що працює в сфері фінансів.
Виріс в лондонському районі Клепхем (боро Ламбет). Освіту здобув в Далідж-коледжі. В Единбурзькому університеті він був продюсером і виконавчим продюсером пройшов з аншлагом мюзикла «Бріолін» в театрі на площі Георга, прибуток від якого була передана благодійної організації «Macmillan Cancer Trust».

## Кар'єра
В 2019 році, незабаром після отримання диплома з відзнакою в галузі міжнародних економічних відносин і фінансів, і допомагаючи своїй матері в Лондоні відкривати «Urban Coffee», магазин з продажу товарів Справедливої Торгівлі і органічного кави в районі Тутінгу недалеко від станції «Tooting Broadway» (боро Вондзверт) лондонського метрополітену, Саймон був помічений лауреатом премії Британської академії телебачення та кіномистецтва, продюсером Пірсом Веллакоттом.
Кассіанідіс починав вчитися в Центральній школі сценічної мови і драматичного мистецтва при Лондонському університеті - навчальному закладі, який по праву вважається одним з найпрестижніших акторських вузів Великої Британії. Але змушений був покинути її після того, як йому запропонували роль в п'єсі Теннессі Вільямса «Ніч ігуани». Виконана ним роль Педро була високо оцінена критиками.
Незабаром після цього він був відзначений як актор для зйомок в документальному фільмі телекомпанії BBC «Making it at Holby»
З тих пір Кассіанідіс з'явився в ряді телевізійних серіалів в США та Великій Британії, в тому числі «Катастрофа», «Моє життя в кіно», «Planespotting», «Еліта спецназу», «Привиди», «Повернення», «Поліція Холбі», «Передмістя у вогні», «The Kylie Show», «Прах до праху», «Пристрасті», «Каратель», «Любовний суп», «Віртуози», «Закон і порядок: Лондон», «Нікіта» і «Чорна мітка».
Він також знімався в декількох всесвітньо відомих фільмах, таких як «Заборонене кохання», «Грозовий перевал», «Між двох вогнів», «Квант милосердя» і «Поцілунки».
В 2010 рік у Кассіанідіс виконав головну роль у фільмі «Geezas», виступивши також в якості його продюсера і режисера, завершивши зйомки картини в рекордно короткі терміни і в рамках бюджету.
Темпи роботи Кассіанідіса і відданість своїй справі були помічені розпорядниками Фонд а «Міхаліс Какоянніс».
В 2003 рік у Міхаліс Какоянніс, режисер фільму «Грек Зорба» (1964), заснував Фонд «Міхаліс Какоянніс», основним напрямком діяльності якого є сприяння розвитку національного грецького театрального мистецтва і кінематографа.
В 2012 рік у Кассіанідіс був призначений консультантом з управління і представником Фонду «Міхаліс Какоянніс».

## Фільмографія
| Рік         | Фільм                                | Роль                      |
| ----------- | ------------------------------------ | ------------------------- |
| 2004        | Катастрофа                           | Стів Лайон                |
| 2005        | Елітне військо                       | Хуан                      |
| 2006        | Привиди                              | Мурад                     |
| 2007        | Поліція Холбі                        | Ніко Осман                |
| 2008        | Каратель                             | Сабан Зіра                |
| 2008        | Заборонене кохання                   |                           |
| 2008        | Привиди: Код 9                       | Микола Бенуа              |
| 2008        | Квант милосердя                      | Юсеф Кабіра               |
| 2009        | Віртуози                             |                           |
| 2009        | Грозовий перевал                     |                           |
| 2009 -      | Закон і порядок: Лондон              | Патрік Орсі               |
| 2010        | Між двох вогнів                      | Алі                       |
| 2010 - 2014 | Таємні операції                      | Діон Ставрос              |
| 2011        | Поцілунки                            | Персі / Флінн             |
| 2011        | Нікіта                               | Рамон                     |
| 2011        | Geezas                               | Едді                      |
| 2012        | Чорна мітка                          | Джордж Андерс             |
| 2013        | Танцюючий в пустелі                  | Саттар                    |
| 2014        | Історія іграшок: Загублені в часі    | додаткові голоси, озвучка |
| 2014-2015   | Агенти Щ.И.Т.                        | Суніл Бакши               |
| 2014 року - | Як уникнути покарання за вбивство    | Бруно                     |
| 2014        | Як приборкати дракона 2              | озвучка                   |
| 2015        | Зоо-апокаліпсис                      | Жан-Мішель Ліон           |
| 2015        | Metal Gear Solid V: The Phantom Pain |                           |
| 2017        | Мара                                 | Майкл Варгас              |
| 2017        | Мислити як злочинець: За кордоном    |                           |
| 2017        | Cliffs of Freedom                    | Григоріс                  |